# Ronald Syme
Sir Ronald Syme (Eltham, 11 marzo 1903 – Oxford, 4 settembre 1989) è stato uno storico neozelandese, specialista dell'antica Roma. 
È considerato uno dei più importanti storici dell'antichità del XX secolo, per l'influenza dei suoi studi sulla tarda repubblica romana, sull'impero e sulla storiografia romana.
L'influenza da lui esercitata sulla storiografia successiva ha fatto sì che la sua figura sia spesso accostata a quella di Tacito, al quale doveva legarlo una stretta affinità politica, e a quelle di Edward Gibbon e di Theodor Mommsen.

## Biografia

### Studi
Figlio di un avvocato, compì gli studi alla Victoria University di Wellington dal 1921 al 1923, poi all'Università di Auckland dove, fino al 1925, affiancò agli studi classici lo studio di lingua e letteratura francese. Dal 1925 si trasferì per studio in Inghilterra, all'Oriel College dell'Università di Oxford, dove conseguì il Bachelor of Arts nel 1927. Fu Fellow e Tutor al Trinity College dal 1929 al 1945 e preside dello stesso college dal 1938.
Fu professore di filologia classica presso l'Università di Istanbul tra il 1942 e il 1945 negli stessi anni in cui Steven Runciman, altro poliglotta, vi insegnava storia e arte bizantina. Fu poi Fellow e William Camden Professor of Ancient History al Brasenose College dell'Università di Oxford dal 1949 fino al pensionamento nel 1970. Fu Fellow del Wolfson College dal 1970 fino alla morte.

### Opera
A Ronald Syme si devono numerosi testi di fondamentale importanza negli studi sull'antichità romana, in cui egli delinea la sua peculiare e innovativa impronta concettuale. Il suo saggio The Roman Revolution, pubblicato il 7 settembre 1939, pochi giorni dopo lo scoppio della seconda guerra mondiale, è un lavoro magistrale sulla crisi della Repubblica romana e sull'avvento del Principato augusteo. 
Fondamentale per ogni approccio ai problemi della storiografia romana è il suo Tacitus, pubblicato in due volumi nel 1958. Si deve a lui, infine, la riconsiderazione di Sallustio agli occhi della storiografia novecentesca e la collocazione della sua opera storiografica nel più ampio contesto storico, politico e letterario dell'epoca.

### Formazione scientifica
La formazione di Syme era avvenuta nell'alveo di una tradizione storiografica in cui era dominante la teorizzazione di Theodor Mommsen (così come da questi delineata soprattutto in Römisches Staatsrecht, 1871-1888): si trattava di un paradigma interpretativo degli eventi storici che preferiva concentrare l'attenzione sui complessi sistemi costituzionali e giuridici di cui Roma si era dotata. Questa impostazione dottrinale, segnata dall'egemonia culturale di Mommsen, individuava il nucleo fondante della crisi della repubblica romana proprio nelle difficoltà che i democratici incontravano nel districare i complessi nodi di quell'architettura costituzionale, al fine di poter realizzare la loro volontà riformatrice e l'aspirazione a invertire i rapporti di forza politici, liberandosi di un ceto aristocratico corrotto.
Syme ruppe decisamente con questa impostazione tradizionale e mise da parte ogni considerazione sulle architetture e sugli assetti giuridico-costituzionali, da lui derubricati a snodi di poca importanza, mero "paravento e [...] finzione". Secondo Syme, era dietro la cortina fumogena dell'impianto costituzionale che si muoveva la vera lotta politica, in uno scenario agitato da opposte fazioni (populares e optimates), le cui diversità ideali, per Syme solo apparenti, nascondevano sempre la stessa sordida e cinica aspirazione al potere che accomunava le diverse oligarchie.

### Ascesa delle tirannidi
In questo suo approdo concettuale, Syme fu condizionato dall'osservazione del contesto sociopolitico della sua epoca, il primo dopoguerra, in cui Stalin si era premurato di fornire una legittimazione costituzionale alla sua dittatura in Unione Sovietica mentre, altrove in Europa, elaborate architetture costituzionali democratiche avevano fornito l'investitura politica ad avventurose prospettive dittatoriali, come il nazismo di Adolf Hitler, legittimato anche dal voto del popolo sovrano, o il fascismo di Benito Mussolini, che, proprio sul retaggio imperiale voleva fondare una nuova prospettiva geopolitica, l'ambizione allo «spazio vitale» per il popolo italiano.

### Lo studio delleélite
Svalutata al rango di cose trascurabili ogni affermazione ideale (una posizione che ne travolgeva, in prospettiva, anche le relative e presunte diversità), tutti elementi (secondo il suo giudizio) considerati ininfluenti a determinare le vicende storiche di Roma, Syme focalizzò il proprio interesse all'analisi delle élite politiche e culturali, la loro genesi, la loro struttura, le trasformazioni e i meccanismi che ne assicuravano la coesione, la sopravvivenza, e la perpetuazione, sia nell'Urbe, sia nell'Italia romana e nell'ambiente provinciale. 

#### Influssi culturali e affinità nel metodo: Friedrich Münzer e Lewis Namier
Ai fini delle ricostruzioni delle vicende biografiche, e delle relazioni personali e familiari dei gruppi elitari, egli si servì di un accurato approccio prosopografico. 
Da questo punto di vista, Ronald Syme poteva avvalersi, tra l'altro, delle pionieristiche aperture metodologiche compiute in Germania da Friedrich Münzer che in quegli anni andava sottraendo la prosopografia al ruolo minore e ausiliario di specialità antiquaria ancillare per elevarla al rango di autonoma disciplina storica. Syme riconosce in modo esplicito (lo fa, ad esempio, nella prefazione a The Roman Revolution) il suo debito nei confronti dell'approccio metodologico di Münzer, di cui era profondo estimatore e dal quale aveva ricevuto anche un aiuto materiale nella revisione dell'opera. Tra i due, all'epoca, nacque anche un rapporto epistolare e Syme si adoperò poi in suo favore negli anni più duri della politica razziale nella Germania nazista, prima del precipitare delle vicende finali della vita di Münzer, che videro dapprima la sua cattura da parte della Gestapo, quindi il fatale internamento che portò al tragico epilogo della morte dello studioso nel campo di concentramento di Theresienstadt.
Il bieco cinismo a cui era improntata la visione concettuale di Syme è stato anche accostato all'influsso metodologico di Lewis Bernstein Namier (alias Ludwik Niemirovskij, 1888-1960) e al particolare metodo usato da questi per tracciare la minuziosa prosopografia di tutti i Pari e i Membri del Parlamento negli ultimi decenni del XVIII secolo (epoca di ascesa al trono britannico di Giorgio III d'Inghilterra). Namier si servì di tale certosina ricostruzione per mettere in luce gli interessi particolari (in contrapposizione a quelli collettivi) che determinavano l'effettivo comportamento degli organi parlamentari, attraverso l'orientamento al voto dei suoi membri istituzionali. La sua The Roman Revolution è stata accostata molto da vicino al dibattuto capolavoro della ricerca storica di Namier, The Structure of English Politics at the Accession of George III.

### Attività diplomatica durante la seconda guerra mondiale
Allo scoppio della seconda guerra mondiale, la sua attività pubblicistica conobbe una pausa: Syme ricoprì per alcuni anni alcuni incarichi governativi in campo diplomatico, quale attaché e addetto stampa (con rango di primo segretario) nella delegazione del Regno Unito a Belgrado (1940-1941) e, dopo l'Aprilski rat (l'invasione tedesca della Jugoslavia dell'aprile 1941), dell'ambasciata britannica ad Ankara (1941-1942). Quelle esperienze gli diedero modo di incrementare ulteriormente la sua prodigiosa e proverbiale poliglottia: in quei pochi anni, poté rapidamente aggiungere alla sua conoscenza delle lingue la padronanza del serbo-croato e del turco. Grazie alla familiarità acquisita in quest'ultimo idioma, Syme insegnò anche all'Università di Istanbul dal 1942 al 1945, anni durante i quali si dedicò alla preparazione di un libro sulla Geografia di Strabone dell'Armenia meridionale e dell'Anatolia orientale, rimasto però inedito fino agli anni novanta. Il libro, infatti, è stato pubblicato postumo nel 1995, a cura di Anthony Richard Birley, sotto il titolo Anatolica. Studies in Strabo.
Grazie alle «straordinarie competenze linguistiche», unite alla sua statura intellettuale, Syme fu diretto partecipe di numerose iniziative internazionali, tra cui l'International Council for Philosophy and Humanistic Study, promosso dall'UNESCO. 
La ritrosia e la reticenza a parlare in dettaglio degli incarichi diplomatici espletati nei Balcani e in Anatolia ha indotto Glen W. Bowersock ad adombrare il sospetto che quei servigi, in realtà, dissimulassero un'attività di spionaggio. Secondo Bowersock, sarebbero stati i meriti così acquisiti ad averlo agevolato nell'ottenimento della benemerenza dell'Ordine al Merito del Regno Unito, conferitagli dalla regina Elisabetta nel 1976, insieme a Harold Macmillan e Kenneth Clark.

## Opere
- La Rivoluzione Romana (The Roman Revolution, Oxford University Press, 1939), traduzione di Manfredo Manfredi, Introduzione di Arnaldo Momigliano, Collana Biblioteca di cultura storica n.70, Torino, Einaudi, 1962. - Collana Reprints n.12, Einaudi, 1974; Nuova Edizione e Introduzione a cura di Giusto Traina, Collana Piccola Biblioteca.Nuova Serie Storia n.622, Einaudi, Torino, 2014, ISBN 978-88-06-22163-8.
- Tre Elites coloniali: Roma, la Spagna e le Americhe (Colonial Elites: Rome, Spain, Americas, 1958), Collana Storia, Milano, BUR, 1989, ISBN 88-17-16721-5.
- Tacito (Tacitus, 1958), 2 voll., traduzione di C. Marocchi Santandrea, a cura di A. Benedetti, Collana Biblioteca di studi classici, Brescia, Paideia, 1967-1971-2012.
- Livy and Augustus, 1959.
- Sallustio (Sallust, 1964), a cura di E. Pasoli, trad. S. Galli, Collana Biblioteca di studi classici, Brescia, Paideia, 1968-2000, ISBN 978-88-394-0023-9.
- Thucydides, Oxford, Oxford University Press, 1963. [British Academy Lecture on a Master Mind, 15/11/1960, Londra]
- Ammianus and the Historia Augusta, 1968.
- Ten Studies in Tacitus, 1970.
- Emperors and Biography: Studies in the Historia Augusta, 1971.
- The Historia Augusta: A Call for Clarity, 1971.
- History in Ovid, 1978.
- Roman Papers, 7 voll., a cura di Ernst Badian e Anthony R. Birley, 1979-91. [raccolta di 200 articoli scientifici]
- L'aristocrazia augustea. La classe dirigente del primo principato romano (The Augustan Aristocracy, 1986), traduzione di Carmen Dell'Aversano, Collana SuperBur Saggi, Milano, BUR, 1993. - Collana La Scala.Saggi, BUR, Milano, 2001 ISBN 978-88-17-11225-3.
- Anatolica. Studies on Strabo, a cura di Anthony R. Birley, Oxford, Clarendon Press, 1995, ISBN 978-0-19-814943-9. [redazione 1942-1945]
- The Provincial at Rome and the Balkans: 80 BC-AC 14, a cura di Anthony R. Birley, Exeter, University of Exeter Press, 1999.
- Approaching the Roman Revolution. Papers on Republican History, a cura di Federico Santangelo, Oxford University Press, 2016,  p. 448, ISBN 978-0-19-876706-0. [26 saggi inediti, perlopiù di storia tardo-repubblicana]